# プラ＝ド＝モロ＝ラ＝プレスト
プラ＝ド＝モロ＝ラ＝プレスト（Prats-de-Mollo-la-Preste、カタルーニャ語:Prats de Molló i la Presta）は、フランス、オクシタニー地域圏ピレネー＝オリアンタル県のコミューン。ヴァルスピール地方に属する。城壁に囲まれた、石畳の伸びる中世の旧市街は、ラガルド要塞が見下ろしている。ピレネー条約で生じた新たな仏西国境を監視するため、ラガルド要塞は17世紀にヴォーバンによって建設された。
1956年6月のデクレによって、ラ＝プレストの名称がプラ＝ド＝モロに付け足された。ラ＝プレストは遠く離れた集落で、小さな温泉地の重要性が高まったため公認された。2つの市街地は完全に独立しており、標高の高いテック渓谷を遡る8 kmの道路で接続されている。

## 地理

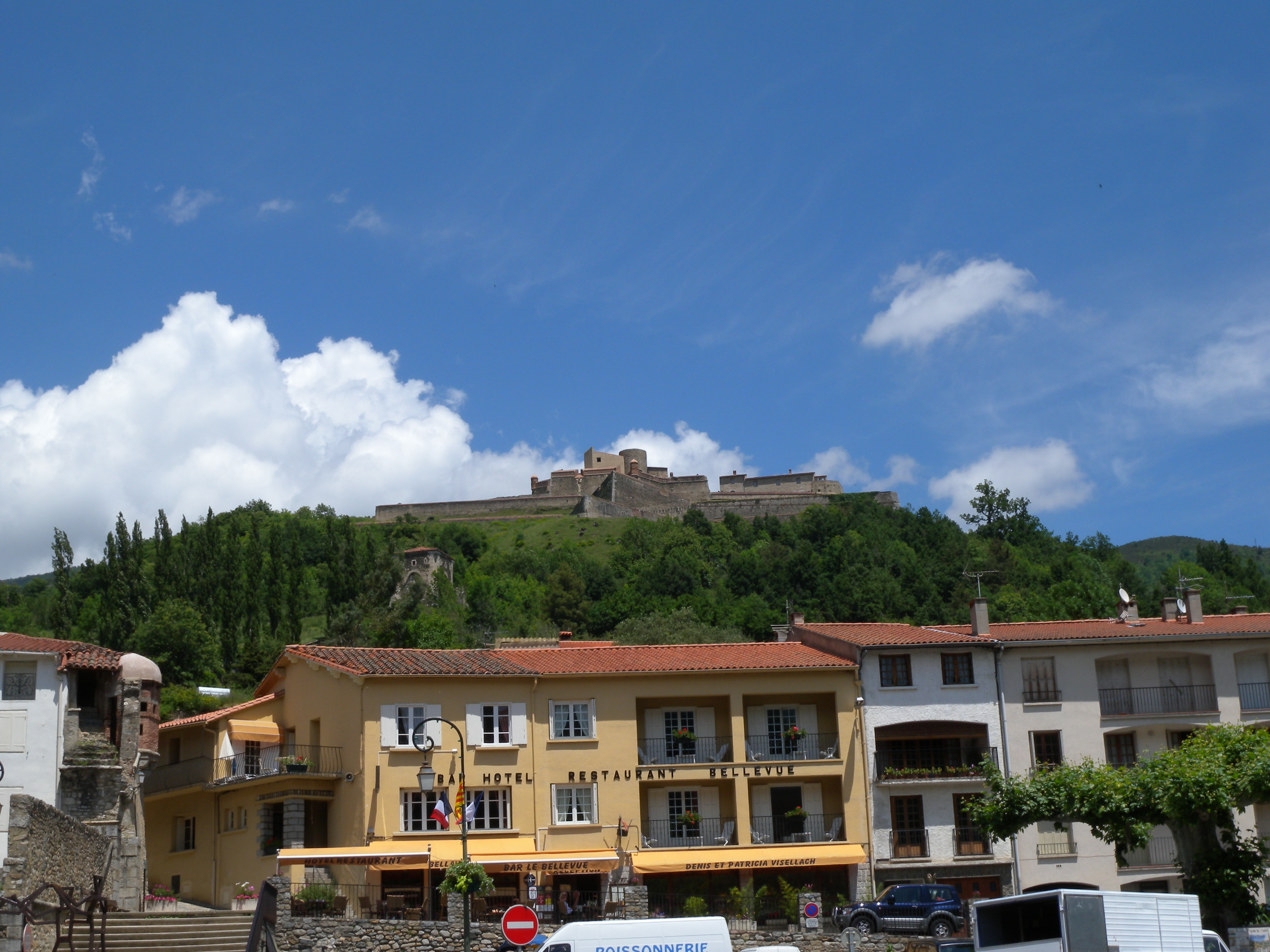
市街を見下ろすラガルド要塞

プラ＝ド＝モロは、テック川のほとり、標高745 mの地点にある。一方ラ＝プレストは標高1,130 mの地点にある。温泉地のあるラ＝プレストへ行くには、さらに渓谷を8 km遡ることになる。車両通行可能な道路の終点に駐車場があり、ここが、標高2,465 mのコスタボンヌ山の登山口である。

## 歴史
9世紀末、当地は「未開の谷にある草原」と呼ばれ、フランク王国の影響下にあったバルセロナ伯ギフレー1世の領地に属した。テック川の上流域の開拓を目指した修道士たちは、プラ＝ド＝モロとなる農村を切り開いた。982年の史料にこのとき建設された教会について記載されている。カペー朝の成立とともにバルセロナ伯はフランク王国から離れた独自の地位を保つようになり、1137年にアラゴン連合王国が成立するとプラ＝ド＝モロはその統治の下に発展した。13世紀のプラ＝ド＝モロはテック渓谷を挟んで2つに分かれていた。北部は住民が暮らす町であり、南部はバザリュー伯の城と支配者階級の住宅があった。

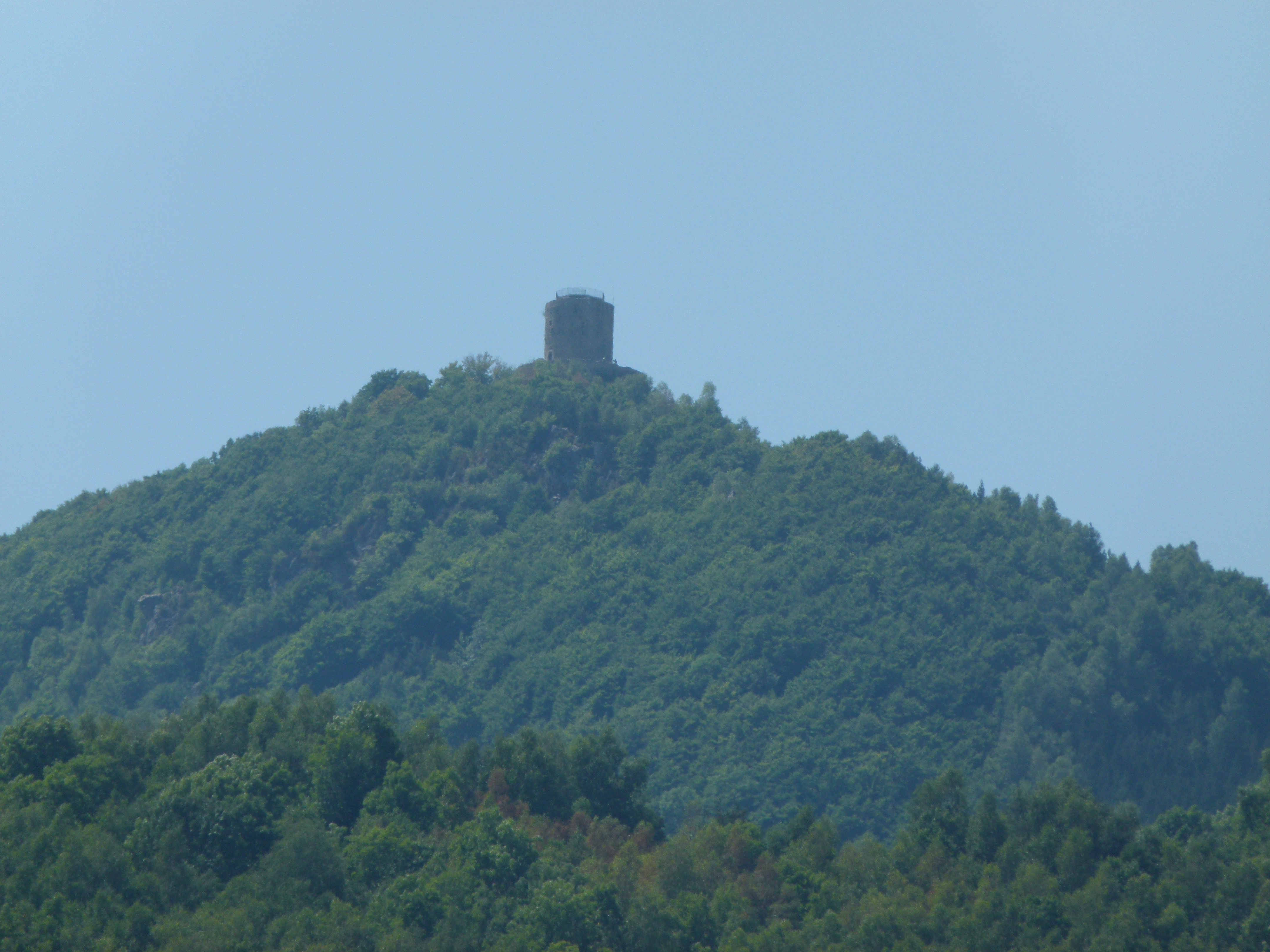
ミルの塔。アラゴン王ハイメ1世が建設させた対仏国境監視用の塔

コルベイユ条約が締結された1258年から、プラ＝ド＝モロはアラゴン王ハイメ1世の指揮の下発展していった。中世からフランス革命までのモロは王家の町だった。領主権と司法権は王に属しており、王立普通裁判所が設置された。この裁判所の権限は、以下のとおりである。
- 1242年 - 「濫用」の抑制
- 1245年 - プラ＝ド＝モロ市内に定住を希望する人々の、定住の自由
- 1308年 - 毎週土曜日に市を開催する権利

1327年、プラの谷には10以上の村があり、人口は1,000人に達していた。これは一部には特権が与えられていたためである。14世紀半ばに町が要塞化された。1428年、壁の一部が地震で破壊された。15世紀には疫病の流行で人口が減少した。16世紀、プラ＝ド＝モロはリネン織物の生産と貿易で繁栄していた。ヴァレスピールの自治体と同様にプラ＝ド＝モロもカステルヌ子爵（男系断絶後、アラゴン王家が継承）の支配下にあった。15世紀末に成立したスペイン王国によってカタロニアの勢力は抑圧され、プラ＝ド＝モロはヴァレスピールの住人と共に1640年に発生したカスティリア王に対する反乱（収穫人戦争）に参加した。その後、1659年のピレネー条約によってルシヨン全体とまとめてフランスへ割譲された。この新しい状況で経済は変わり、州の残りの部分からプラは孤立してしまった。

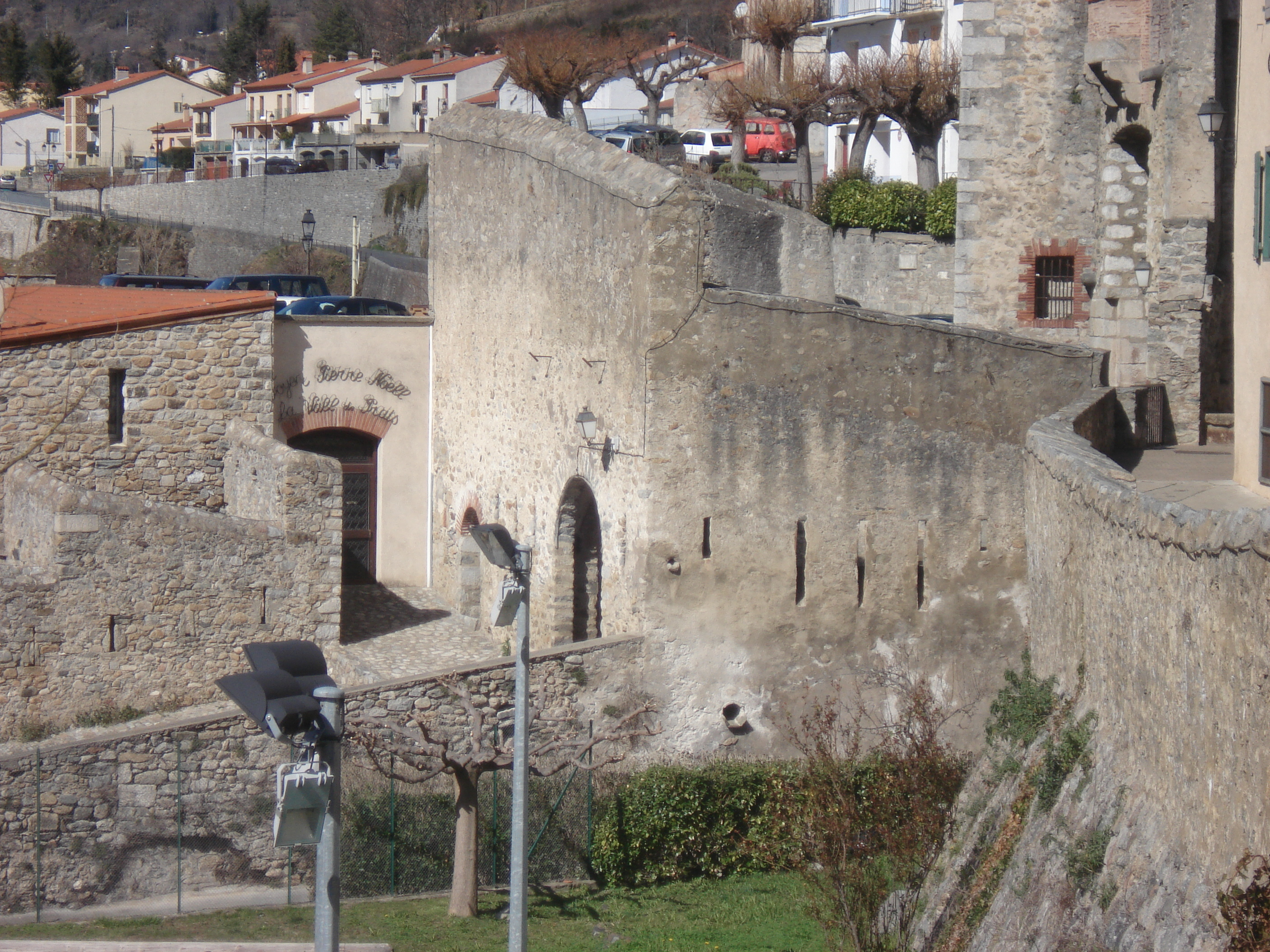
市街を取り巻く城壁とデスパーニュ門

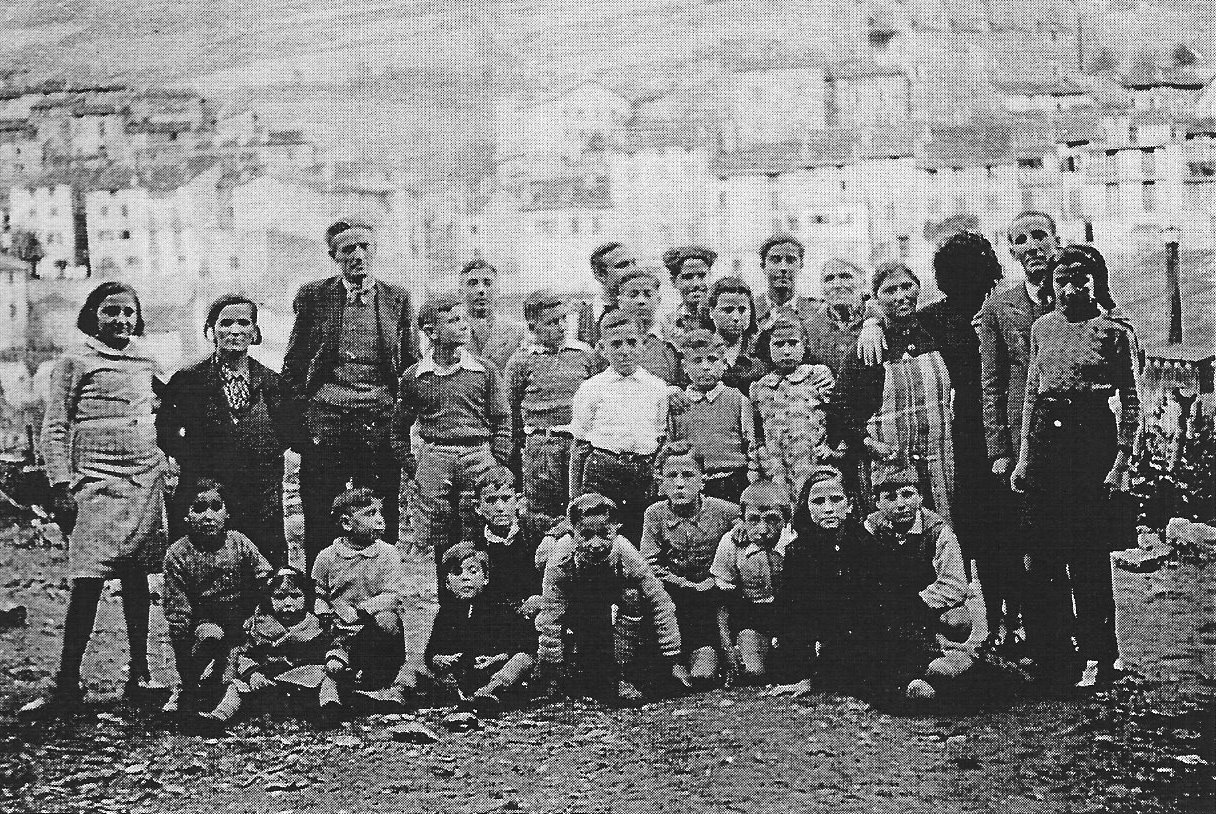
1939年に撮影されたスペイン難民の子供たち。戦争抵抗者インターナショナルが、プラ＝ド＝モロに避難所を設置していた

1661年、ルイ14世は、1292年以降廃止されていた塩税をルシヨン内で復活させた。織物業者に率いられた住民たちは、税復活に反乱を起こした。これがアンジュレの反乱（fr）で、迅速に反フランス暴動に変わり、1673年まで12年間続いた。さらに、ラングドック地方の織物・羊毛産業保護の名目で勅令によってカタロニアに通じる通商路が閉鎖されてしまい、プラ＝ド＝モロの経済は劇的に衰退してしまう。
監視を厳しくするため、1674年にルイ14世は要塞建設を決めた。ラガルド要塞の建設は1677年に始まり、一部はヴォーバンが指揮し、1682年に完成した。九年戦争時代の1691年、アレス峠から侵入してきたスペイン軍がプラ＝ド＝モロを包囲したが、陥落させられなかった。
ルシヨン戦争時代の1793年、プラ＝ド＝モロはアントニオ・リカルドス将軍率いるスペイン軍に占領された。1794年、デュゴミエ率いるフランス軍がスペイン軍をピレネー山脈の反対側に押し返すまで、スペインによる占領が続いた。
普仏戦争前、保養のためにしばしば南仏の温泉地を訪れていたナポレオン3世は、ラ＝プレストの温泉地までの道を整備した。1862年に創設されたコミューン、ル・テックはプラ＝ド＝モロの面積を分割してできた。
スペイン内に「カタルーニャ共和国」の確立を望んでいたカタルーニャ人政治家フランセスク・マシアは、当時のスペイン政府首相ミゲル・プリモ・デ・リベーラによってプラ＝ド＝モロで逮捕された。
1938年、コミューンに2本目の橋がかけられた。それまでは18世紀に建設された、町の主城門につながるデスパーニュ橋しかなかった。
レティラーダ（fr、スペイン内戦時の難民国外流出を指す）さなかの1939年1月27日からわずか2週間で、約10万人のスペイン難民がアレス峠を越えてプラ＝ド＝モロへやってきた。これらの難民に対処するため、テック谷に4箇所の収容所が置かれた。1939年2月13日、国境は閉鎖され、フランコ将軍率いる国民党に属する兵士たちが国境を監視するようになった。プラ＝ド＝モロ難民収容所には約35,000人が収容された。
1939年3月末、プラ＝ド＝モロの難民収容所は閉鎖された。1940年10月、4日間続いた豪雨でテック川が氾濫し、プラの一部や谷、そしてデスパーニュ橋が被害を受けた。この大惨事でまちの風景は一変し、地域経済は温泉と観光に方向を転換した。第二次世界大戦中、プラ＝ド＝モロはナチス・ドイツ占領下のフランスからスペインへの逃亡経路の1つだった。

## 由来
Prats
- 878年頃-881年 - Pratum
- 936年 - Prados
- 1011年 - Pratis

プラとは牧草地を意味する。
Mollo
934年にMollioneとして文献に記される。これは境界を示す大きな石を意味している。
Prats-de-Mollo
2つの地名が連続して呼ばれるのは14世紀後半から見られる。1385年にはVallis de Pratis de Molloneと記された。
La Preste
- 1264年 - ヨハンニス・プレスタ（Johannis Presta）が管理する田舎の土地として記される
- 1266年 - Villarium de Ces Ayllades
- 1500年以降 - Banys de Na Presta、La Preste

これらの異なった名称は、ラテン語のaquatis（水の豊富にある場所）に対応する。

## 人口統計
| 1962年 | 1968年 | 1975年 | 1982年 | 1990年 | 1999年 | 2007年 |
| ------ | ------ | ------ | ------ | ------ | ------ | ------ |
| 1495   | 1351   | 1190   | 1142   | 1102   | 1080   | 1144   |

参照元:INSEE · , Ehess

## ゆかりの人物
- フランセスク・マシア - ジャナラリター代表。一時期プラ＝ド＝モロに住んでいた